# Les Exploitations électriques
Les Exploitations électriques est une société anonyme créée le 19 février 1911. Son siège se trouve à Paris, 19 rue Louis-le-Grand. Elle regroupe divers réseaux de tramways et en assure l'exploitation. La société a pour nom Lesexel (les-ex-el).

## Histoire
Au sein de son capital, on retrouve plusieurs sociétés belges :
- la Société générale des chemins de fer économiques (Bruxelles)[4]
- la compagnie générale des chemins de fer secondaires[5]
- la compagnie mutuelle de tramways

## Réseau
Le groupe assurait l'exploitation des réseaux de tramways suivants :
- Tramways d'Angers
- tramways d'Angoulème
- tramways de Besançon[6]
- tramways de Béziers
- tramways de Brest
- tramways de Caen
- tramways de Châlons-sur-Marne
- Tramways de Charleville - Mézières
- Tramway de Cherbourg
- Tramway de Lorient
- tramways du Mans
- Tramway de Montpellier
- Tramways de Nimes
- tramways d'Oran
- tramways de Perpignan
- Tramways de Rennes
- Tramways de Saint-Etienne (réseau TE)
- tramways de Sedan
- tramways de Tours
- Tramways de Tours à Vouvray

Le groupe possédait cinq sociétés de production d'électricité :
- Société bretonne d’électricité
- Union des producteurs d’électricité des Pyrénées-Orientales
- Énergie électrique du Rouergue
- Electro mecanico industrial
- Électricité d’Alep[7],[8].

Ultérieurement la société prendra le nom de Les Exploitations Électriques et industrielles (EEI).